# Jean-Yves Welschinger
Jean-Yves Welschinger (11 de outubro de 1974) é um matemático francês.

## Formação e carreira
Welschinger obteve um doutorado em 2000 na Universidade de Estrasburgo, orientado por Viatcheslav Kharlamov, com a tese Courbes algebriques reelles et courbes flexibles sur les surfaces reglers. Obteve a habilitação em 2008.
Foi palestrante convidado do Congresso Internacional de Matemáticos em Hyderabad (2010: Invariants entiers en geometrie enumerative réelle).